# ویلفرد لوئیس لوید
ویلفرد لوئیس لوید (انگلیسی: Wilfrid Lewis Lloyd; ۱ مارس ۱۸۹۶ – ۲۲ ژانویهٔ ۱۹۴۴) پرسنل نظامی اهل بریتانیا بود. وی همچنین برندهٔ جوایزی همچون صلیب نظامی شده‌است.